# Wereldslaapdag
De Wereldslaapdag is een jaarlijks internationaal evenement dat gehouden wordt op de vrijdag voor 21 maart, of meer precies de vrijdag voor het begin van de lente in het noordelijk halfrond. Met de themadag wil men de aandacht vestigen op de medische, educatieve en sociale aspecten van een gezonde slaap, en de negatieve impact van slaapstoornissen. 
De Wereldslaapdag wordt sedert 2008 georganiseerd door het World Sleep Day Committee van de World Sleep Society. Dit genootschap, in 2016 ontstaan uit het samengaan van de World Sleep Federation (WSF) en de World Association of Sleep Medicine (WASM), organiseert ook tweejaarlijks een internationaal congres. 
Ook in Nederland  en België  wordt de Wereldslaapdag gepromoot, in België door onder meer de Apneuvereniging Vlaanderen. 